# Ubaldo Adimari
Ubaldo Adimari, o Ubaldo da Borgo San Sepolcro (Sansepolcro, 1245 circa – Monte Senario, 9 aprile 1315), è stato un religioso italiano, servita, ed è venerato come beato dalla Chiesa cattolica dal 1821.

## Biografia
Appartenente alla famiglia fiorentina degli Adimari, fu un attivo politico nelle contese tra guelfi e ghibellini, ma si dedicò in seguito alla vita religiosa, dopo essere stato colpito dalla figura di Filippo Benizi, che seguì prendendo i voti. Il Benizi era venuto in città nella speranza di riappacificare le parti, assieme al beato Bonaventura da Pistoia e al Legato pontificio, Latino Malabranca Orsini.
Fece parte alla seconda generazione dei Servi di Maria, quella dopo i Sette Santi Fondatori, assieme appunto al Benizi, che assisté al momento della morte (il 22 agosto 1285) avvenuta a Todi. Dopo la scomparsa del suo maestro divenne priore del convento todino.
Tornò in seguito al Monte Senario, dove già aveva trascorso un lungo periodo di penitenza, per riprendere il suo percorso religioso e dove morì il 9 aprile 1315 venendo sepolto nella chiesa dello stesso convento, accanto ai Santi Fondatori.

## Culto
Dalle sue reliquie, riscoperte nel 1717, si vide che era stato un uomo di grande statura fisica. Nel 2015, in occasione del settimo centenario della morte, è stata compiuta una ricognizione dei resti mortali per prelevare reliquie da distribuire ai conventi dell'Ordine dei Servi e alle fraternità dell'Ordine secolare. Una reliquia, l'11 settembre 2015, è stata consegnata dal postulatore generale alla Basilica Cattedrale di Sansepolcro.
La commemorazione liturgica ricorre il 9 aprile. L'Ordine dei Servi di Maria lo festeggia il 4 luglio.